# Francisco de Tassis
Francisco de Tassis o Francisco I de Tassis (en italiano Francesco I de Tassis; en alemán Franz von Taxis) (Camerata Cornello, 1459 - Bruselas, 30 de noviembre o 20 de diciembre de 1517) fue un pionero del servicio postal en Europa.

## Biografía
Francisco de Tassis provenía de la noble familia lombarda de los Tasso (Dachsen) de Cornello. En 1490, junto a su hermano Janetto y con su sobrino Juan Bautista, estaba al servicio del Emperador Maximiliano I, el cual lo nombró Correo mayor, pidiéndole que reformara el sistema de correos en el territorio de Borgoña y de los Países Bajos, que formaban parte de las posesiones del hijo de Maximiliano, Felipe el Hermoso, duque de Borgoña. En 1512 Francisco contrajo matrimonio con Dorothea Luytvoldi.
Tras haber terminado su acuerdo con Maximiliano I, Francisco de Tassis llegó a un acuerdo con el tío de éste, Segismundo de Austria, el cual tenía su residencia en Innsbruck. De Felipe el Hermoso a Margarita de Austria y Parma, pronto todos se beneficiaron del sistema postal, en particular para la correspondencia oficial, pero que poco a poco fue aumentando la importancia de la correspondencia privada. Tassis aprovechó la ocasión para, a través del servicio postal entre Maximiliano y el Papa, convertirse en un personaje importante en la corte papal.
El 1 de marzo de 1501 Francisco de Tassis fue nombrado por Felipe el Hermoso Correo mayor de Borgoña y de los Países Bajos.

## Las primeras rutas postales
A la muerte de la reina Isabel de Castilla el 26 de noviembre de 1504, Felipe se convirtió en rey consorte del trono castellano gracias a su matrimonio con Juana I de Castilla, hija de Fernando II de Aragón y de la difunta Isabel. Felipe, el 18 de enero de 1505, lo nombra Correo mayor de España y permite a los Tassis fundar nuevas postas en Bruselas, Malinas, y en muchas otras ciudades de la zona, lo que permitió el servicio de correos tanto en verano como en invierno.
A continuación se detallan algunas de las líneas puestas en funcionamiento por la familia Tassis:
- Bruselas-Innsbruck: 5 días y medio (en invierno, 6 días y medio)
- Bruselas-París: 44 horas (en invierno, 54 horas)
- Bruselas-Blois: 2 días y medio (en invierno, 3 días)
- Bruselas-Lyon: 4 días (en invierno, 5 días)
- Bruselas-Granada: 15 días (en invierno, 18 días)
- Bruselas-Toledo: 12 días (en invierno, 14 días).

Las largas distancias eran recorridas gracias a las numerosas estaciones de refresco y al cambio de caballos a lo largo del recorrido. 
Al heredar Carlos, hijo de Felipe el Hermoso, las posesiones de su abuelo Fernando II de Aragón, éstas entraron a formar parte de las rutas postales que ya eran parte del entramado creado por Francisco de Tassis.
Se crearon nuevas rutas:
- Bruselas-Burgos: 7 días (en invierno, 8 días)
- Bruselas-Roma: 10 días y medio (en inverno, 12 días)
- Bruselas-Nápoles: 14 días y medio (en invierno, 15 días y medio).

El servicio postal fue expandiéndose en los años sucesivos, aumentando la fortuna de la familia Tassis.
En 1512, además, se le concedió a Francisco de Tassis un título nobiliario, lo que hizo que la familia fuese escalando posiciones dentro de la nobleza alemana, hasta ser nombrados Príncipes de Thurn und Taxis por Leopoldo I de Habsburgo, emperador del Sacro Imperio Romano Germánico, en 1695.
A su muerte le sucedió en el cargo de Correo Mayor de España su sobrino Juan Bautista de Tassis.

## Francisco de Tassis en la filatelia
Debido a su importancia en el desarrollo del servicio de comunicación postal, la figura de Francisco de Tassis ha aparecido en sellos postales de diferentes países, como España en 1988 o la República Federal Alemana en 1967.